# San Pedro Cahro
 (mars 2016).
Si vous disposez d'ouvrages ou d'articles de référence ou si vous connaissez des sites web de qualité traitant du thème abordé ici, merci de compléter l'article en donnant les références utiles à sa vérifiabilité et en les liant à la section « Notes et références ».
San Pedro Cahro est un village situé dans la partie nord-est du Mexique dans l’État de Michoacan à 170 km de Morelia, la capitale de l'État. Le village bénéficie d'un emplacement privilégié, puisqu'il est situé à 15 minutes du majestueux lac de Chapala.
Le village de San Pedro Cahro est situé à 20° 06 de latitude Nord, et à 102° de longitude Ouest avec une altitude de 1 500 mètres.